# Inmigración italiana en Puerto Rico
Los puertorriqueños de ascendencia italiana son los habitantes de Puerto Rico descendientes de italianos, que se trasladaron de Italia desde los tiempos de la colonia española.

## Historia
Fueron muchos los italianos que se trasladaron a vivir en Puerto Rico en los primeros siglos después del descubrimiento de América en 1492. Prácticamente miles de religiosos ( aventureros y comerciantes) constituyeron el núcleo central de esta enorme migración italiana, hasta el inicio del siglo XIX.
A partir de 1815, con la Real Cédula de Gracias, iniciaron a llegar algunos centenares de italianos a Puerto Rico. Una de las localidades donde se asentaron fue Santa Isabel.
En efecto la corona española decretó esta Real Cédula el 10 de agosto de 1815 con la intención de atraer pobladores europeos a Puerto Rico y Cuba. El gobierno español, creyendo que los independentistas puertorriqueños y cubanos perderían popularidad, concedió tierras a los colonos italianos, alemanes, franceses e irlandeses a cambio de que estos juraran lealtad al gobierno español y obediencia a la Iglesia católica. Después de un periodo de cinco años recibieron su "Carta de Naturalización" que los convertía en súbditos de España.
Como consecuencia -según el académico Pedro Hernández- entre 1815 y 1820 llegaron 11,500 italianos y entre 1820 y 1830 otros 1,290 que se asentaron principalmente en Ponce y alrededores, como Santa Isabel. De estas primeras familias italianas desciende Salvador Vassallo, creador de las famosas Industrias Vassallo de Ponce (de renombre hemisférico y especializadas en plásticos industriales).
A finales del siglo XX había casi 85 mil descendientes de italianos en la isla, concentrados en Ponce y San Juan (excluyendo los de origen corso). Existe también un Consulado honorario de Italia en San Juan.
Según el gobierno italiano en el 2010 habían 3,445 ciudadanos italianos residenciados en el Estado Libre Asociado de Puerto Rico

## Los italianos de Córcega
Hay que precisar que la isla italiana de Córcega (que pasó a Francia solamente en 1769) ha dado una considerable emigración a Puerto Rico. Los corsos, que hablan una lengua itálica muy parecido al toscano (que es prácticamente el italiano), se han integrado perfectamente en la sociedad puertorriqueña actual.
En efecto centenares de Corsos con sus familias llegaron a Puerto Rico alrededor de 1830, y crecieron en número hasta primeros del siglo XX (cuando terminó esta migración desde Córcega). Se asentaron en la zona montuosa del suroccidente de la isla boricua, especialmente en Adjuntas, Lares, Utuado, Ponce, Coamo, Yauco, Guayanilla y Guánica.  Pero fue Yauco la localidad que atrajo a más corsos, por su riqueza agrícola. Los tres principales productos cultivados en Yauco eran el café, el azúcar y el tabaco: con el cultivo del café los corsos hicieron sus fortunas, ya que en 1870 eran los líderes de la industria del café puertorriqueño y controlaban 7 de las 10 plantaciones en la isla.
Actualmente se calcula que casi medio millón de puertorriquenos tengan ascendencia corsa, aunque todos han olvidado el dialecto corso de sus antepasados.

## Famosos Italo-puertorriquenos

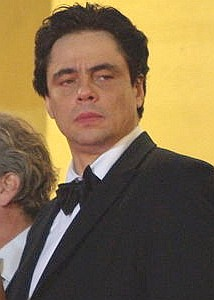
Benicio Del Toro tiene orígenes en parte italianas

- Harrison Well$
- José Miguel Agrelot
- Giannina Braschi
- Mara Croatto
- Carmella DeCesare
- Michael DeLorenzo
- Benicio del Toro
- Jenilca Giusti
- Gina Lynn
- Pedro Pierluisi
- Benito Romano
- Salvador Vassallo
- Chucho Avellanet